# Have You Ever Seen the Rain?
"Have You Ever Seen the Rain?" é uma canção escrita por John Fogerty e lançada em 1970 pela banda americana Creedence Clearwater Revival, do álbum Pendulum. A canção alcançou a 8ª posição na parada musical Billboard Hot 100 em 1971. Este foi o oitavo single do grupo a alcançar a certificação ouro. Foi a sexta música mais tocada nas rádios brasileiras em 1971.

## Covers
- Chapeleiros Destemidos fez cover em 2015
- Rod Stewart fez um cover em 2006
- Johnny Lash
- Brian Fallon fez um cover ao vivo.
- Boney M.
- Bonnie Tyler (Espanha 8ª, IE 13ª, França 40ª, RU 47ª, Alemanha 63ª)
- Cassandra Pilson
- Dr. Sin
- Emmerson Nogueira
- Gabe Garcia
- Hi-Standard
- Heroes del Silencio
- Joan Jett (incluído em todos os seus álbuns compilação)
- Sass Jordal
- Melanie Safka
- The Minutemen
- R.E.M. fez um cover ao vivo.
- Rod Stewart gravou um cover em 2006 e lançou no álbum Still the Same... Great Rock Classics of Our Time.
- Smokie
- Spin Doctors gravou um cover para a trilha sonora do filme Philadelphia.
- T.Love
- Teenage Fanclub
- The Fray
- The Jeevas
- Ramones -No Álbum "Acid Eaters"
- The Ventures
- Rise Against
- Saving Abel toca essa música ao vivo em algumas ocasiões.
- Vanilla Sky
- The Low Life
- Justice Friends
- Amy Gilliom
- Reginaldo Rossi
- Willie Nelson
- Karen Souza
- The Lumineers Fez um mash-up com a música "Big Parede" em um show beneficente para ajudar as vitimas das inundações de Colorado, Denver.